# Michael Ancher
Michael Peter Ancher, född 9 juni 1849 i Rutsker på Bornholm, död 19 september 1927 i Skagen, var en dansk målare.

## Biografi
Michael Ancher var elev vid Det Kongelige Danske Kunstakademi i Köpenhamn 1871–1875. Han hade redan 1871 tagit intryck av konsthistorikeren Julius Langes råd om figurmåleri och sommaren 1874 besökte han första gången Skagen. Efter 1875 tillbringade han under längre och längre perioder i Skagen och följde inte minst fiskarnas liv och arbete. Han mottog  Den Neuhausenske Præmie 1877 för En Lægprædikant, der holder Gudstjeneste på Skagens Strand. År 1880 fick han sitt konstnärliga genombrott med Vil han klare pynten?. Efter att ha bosatt sig i Skagen 1880 blev han känd för sina målningar av de lokala fiskarenas liv och arbete. 
Ancher tilldelades Eckersbergmedaljen 1887 och 1889 samt Thorvaldsenmedaljen 1896.
Han gifte sig 1880 med Anna Ancher. Paret fick dottern Helga Ancher. Familjen Ancher flyttade 1884 in i jomfru Melsens hus på Markvej 2 i Skagen, som senare byggdes ut. Huset är numera ett museum, Michael och Anna Anchers hus. 
Ancher är representerad vid bland annat Nationalmuseum, Den Hirschsprungske Samling och Statens Museum for Kunst,
Skagens Museum, British Museum, Nasjonalmuseet, 
Göteborgs konstmuseum, Stavanger kunstmuseum, Oslo museum, Stiftinga Sunnmøre Museum och Skien kommune

## Bildgalleri

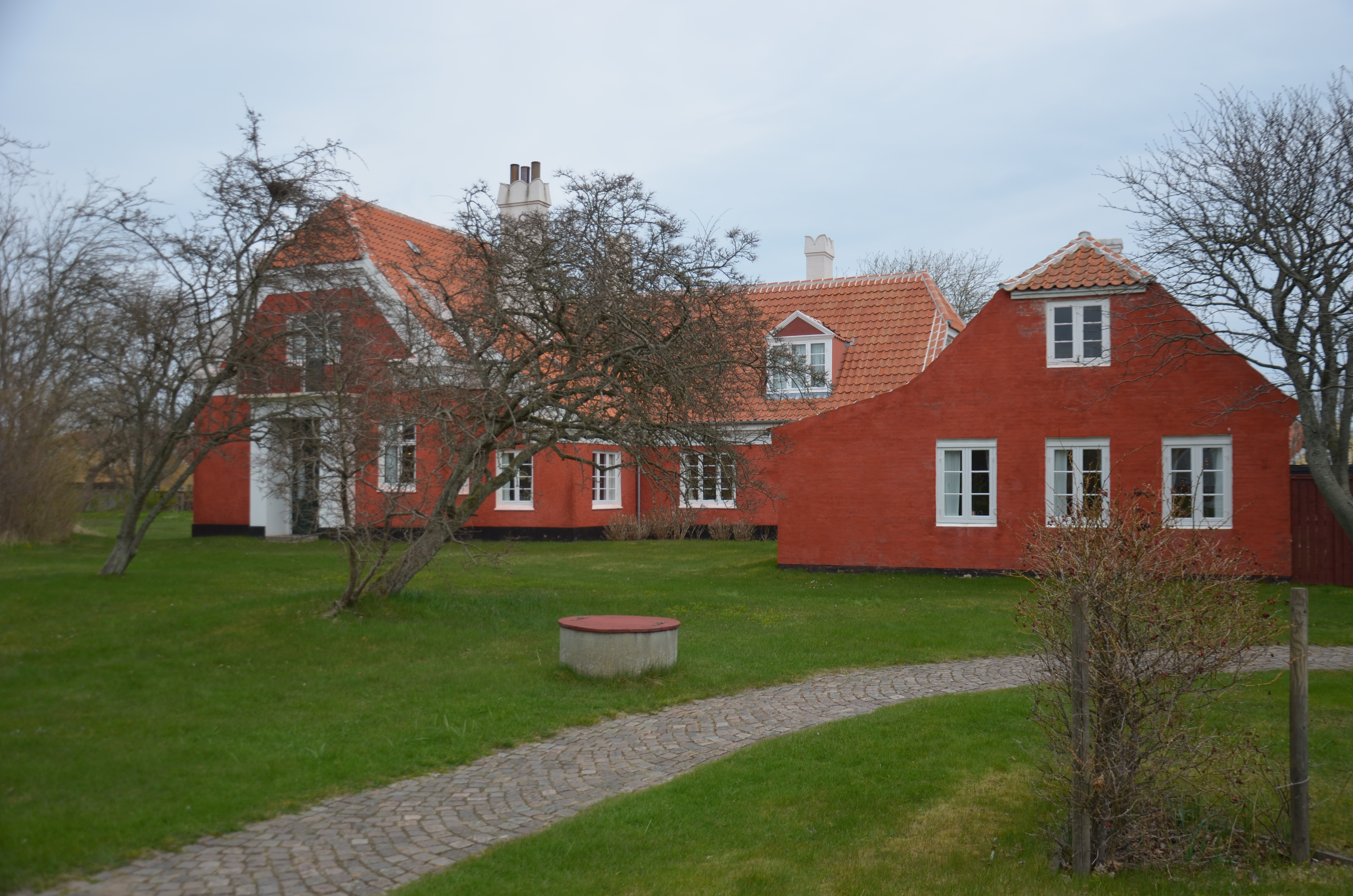
Michael och Anna Anchers hus vid Markveijen i Skagen
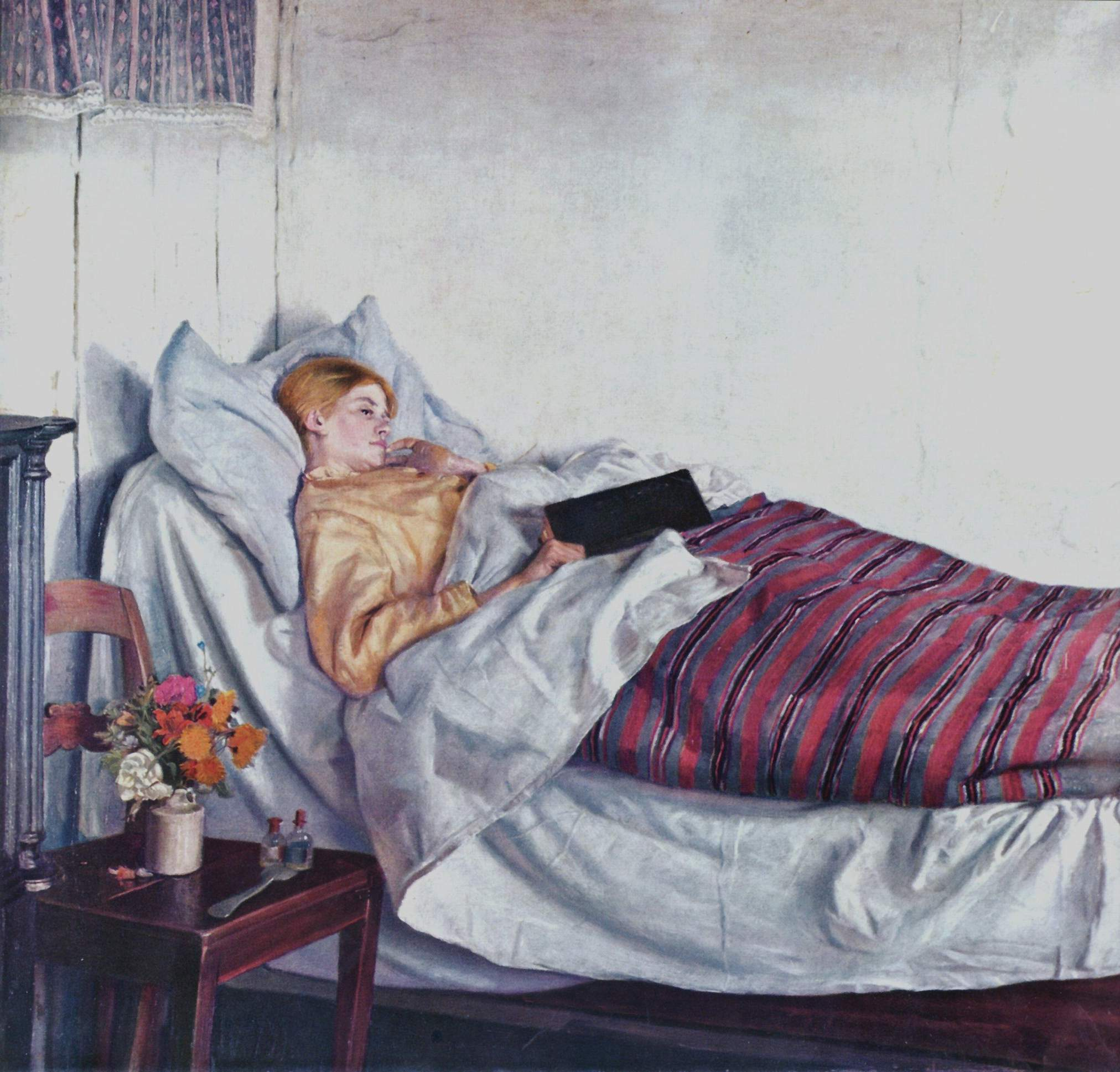
Den syge pige, 1882
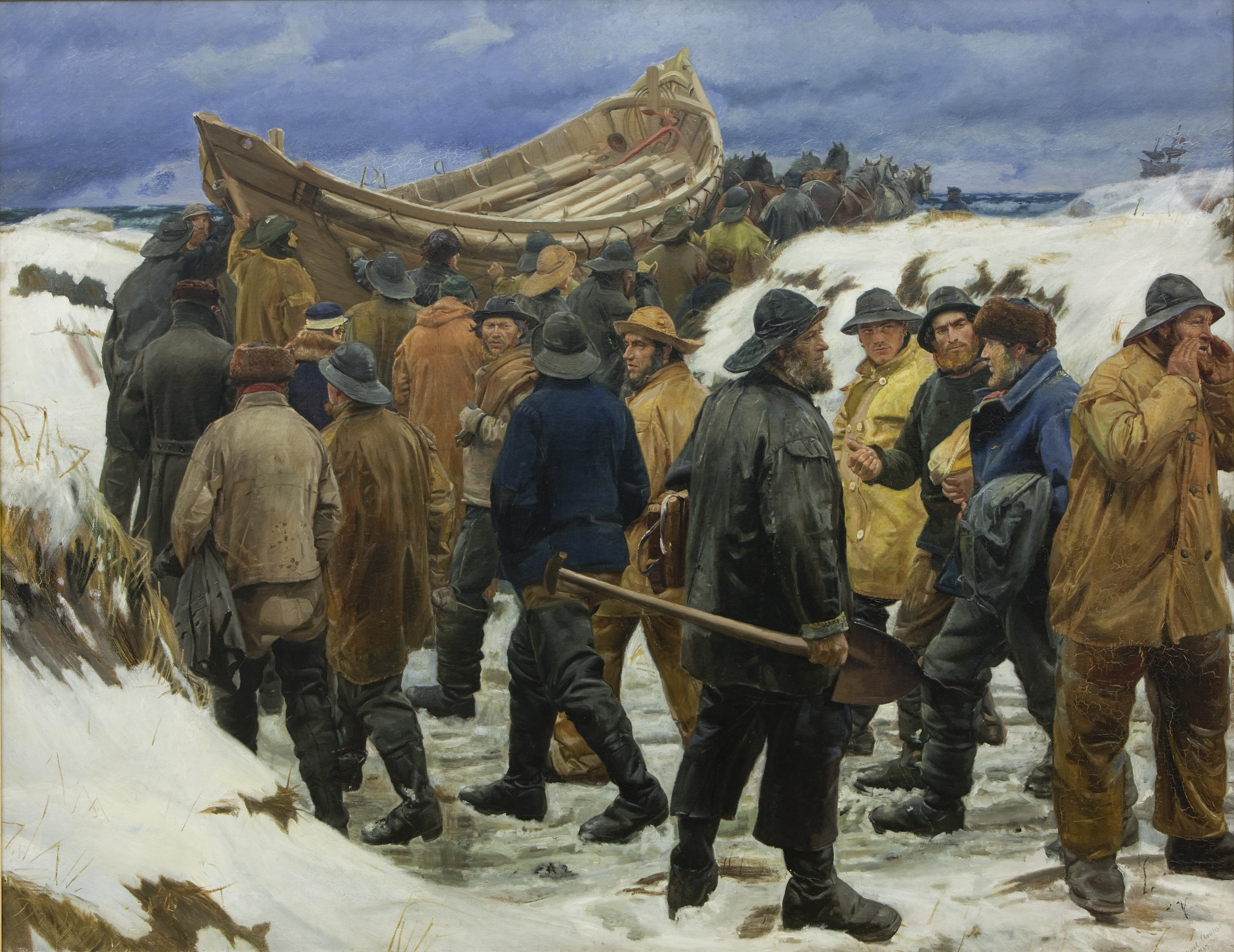
Redningsbåden køres gennem klitterne, 1883
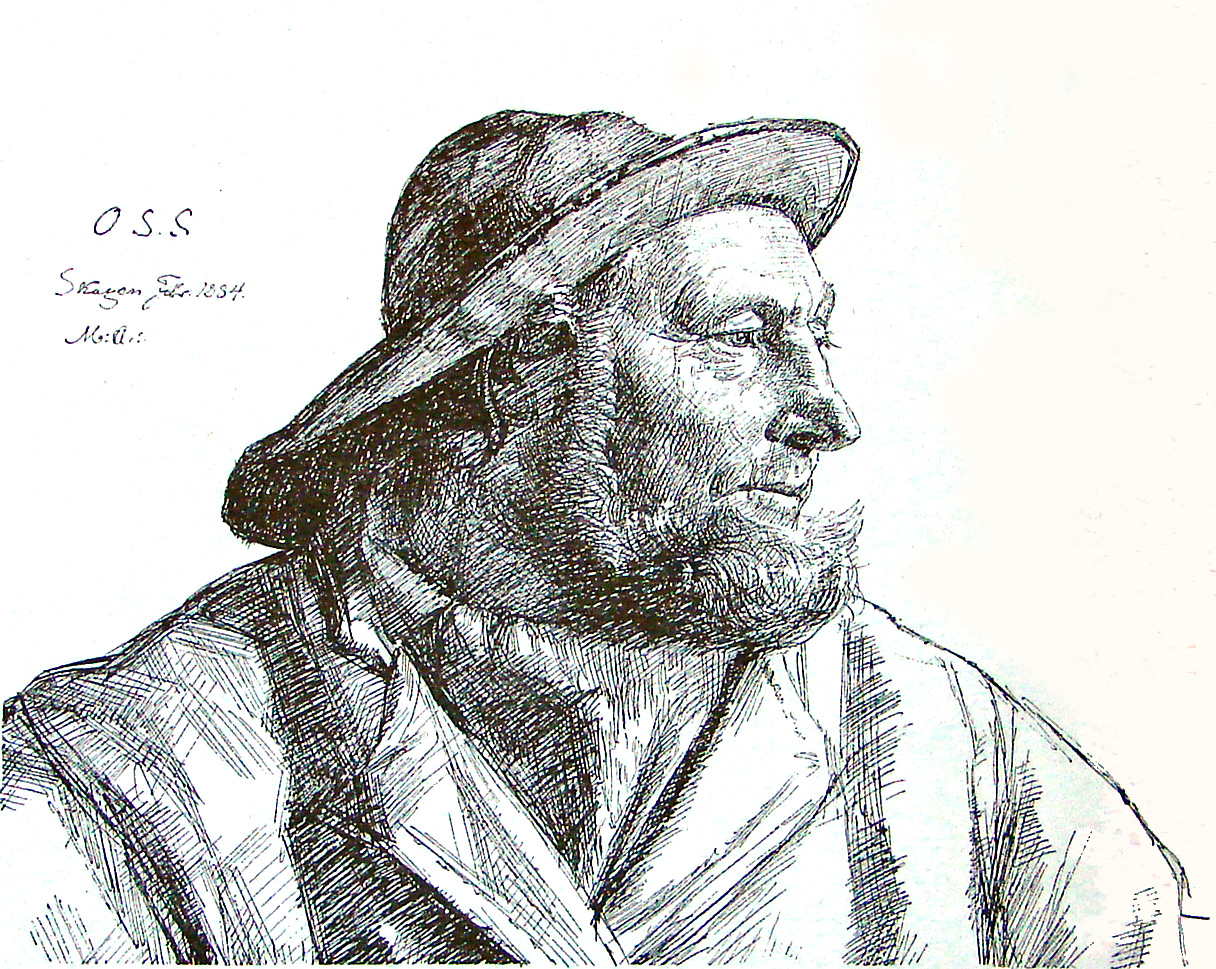
Skagbo, 1884
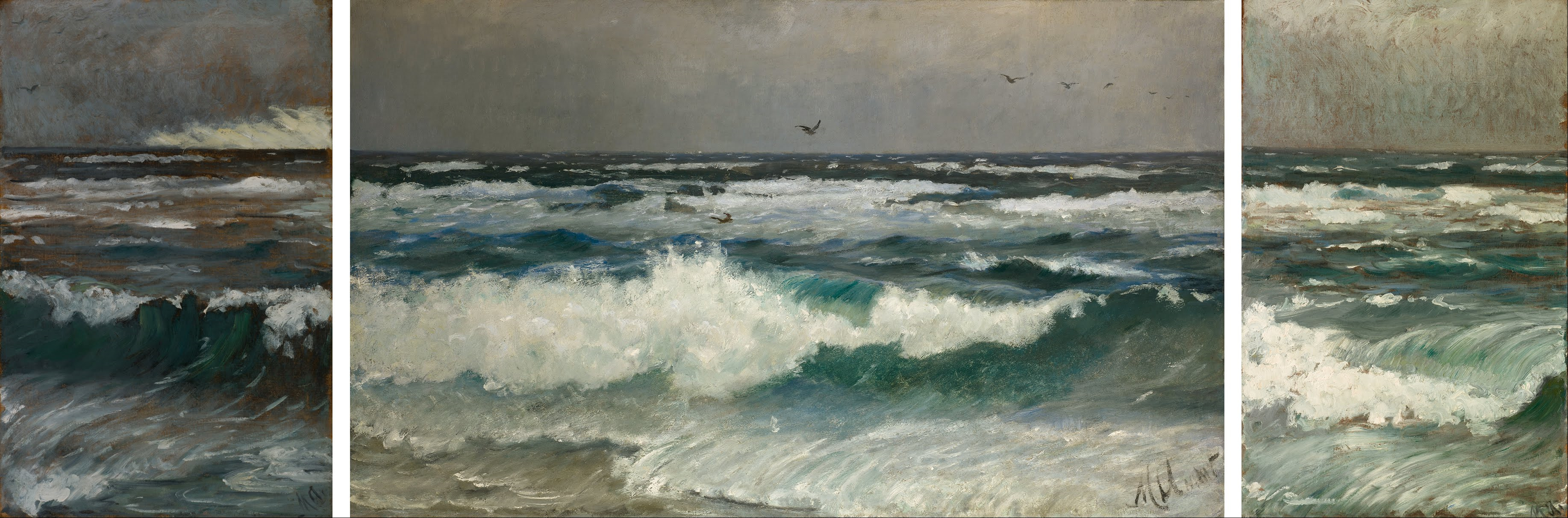
Brænding mod kysten, 1884/85
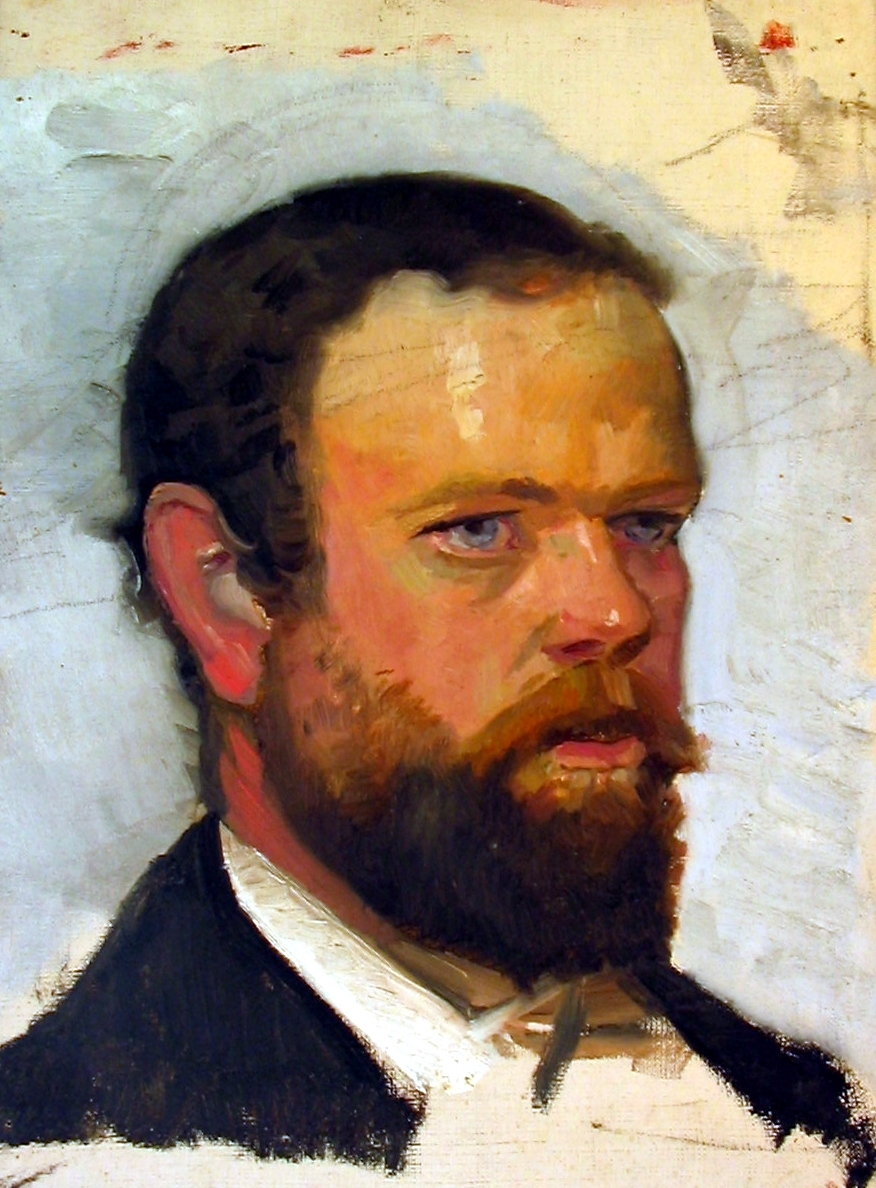
Ofullbordat porträtt av Adrian Stokes, 1888
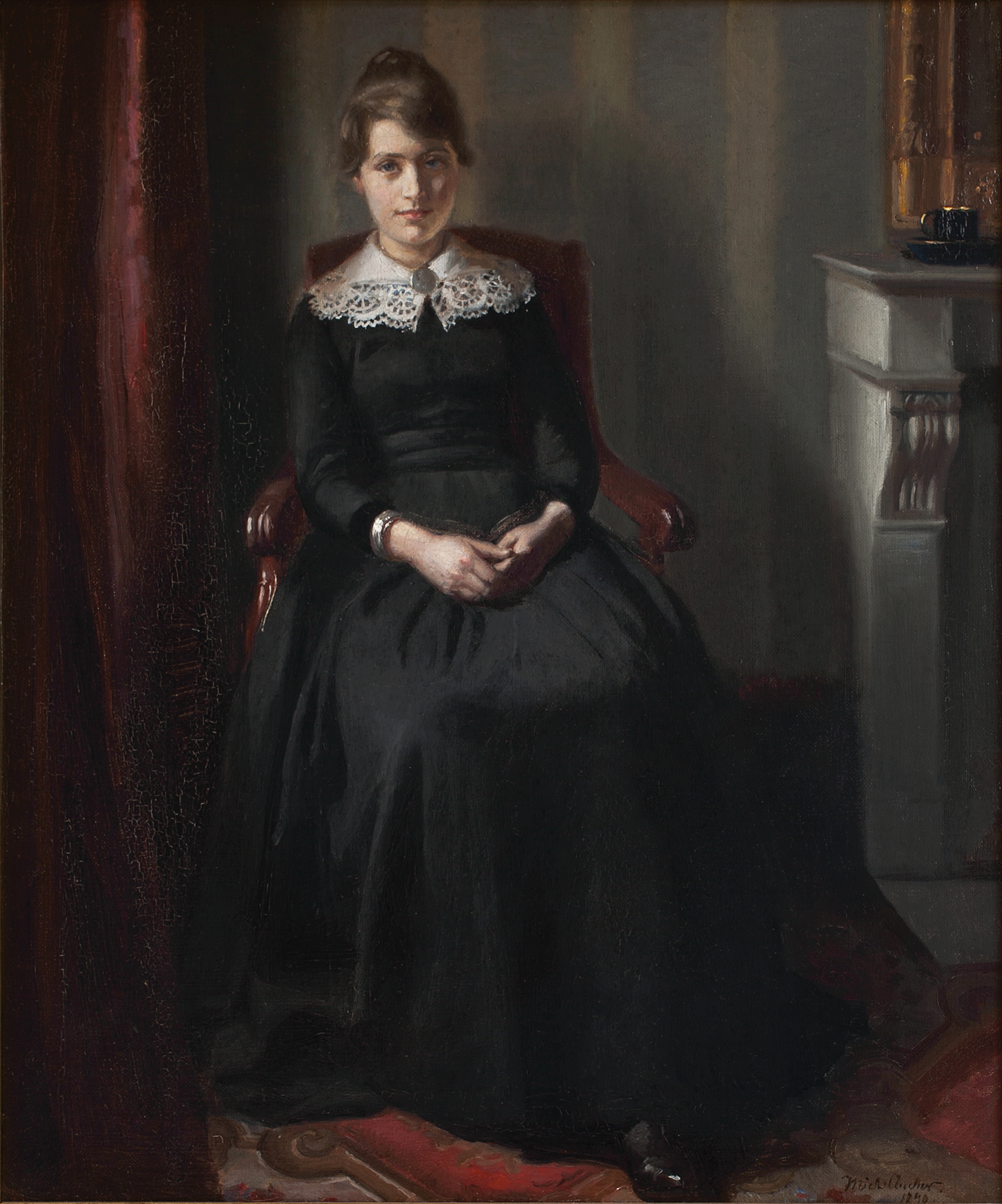
Porträtt av Marie Triepcke, 1889
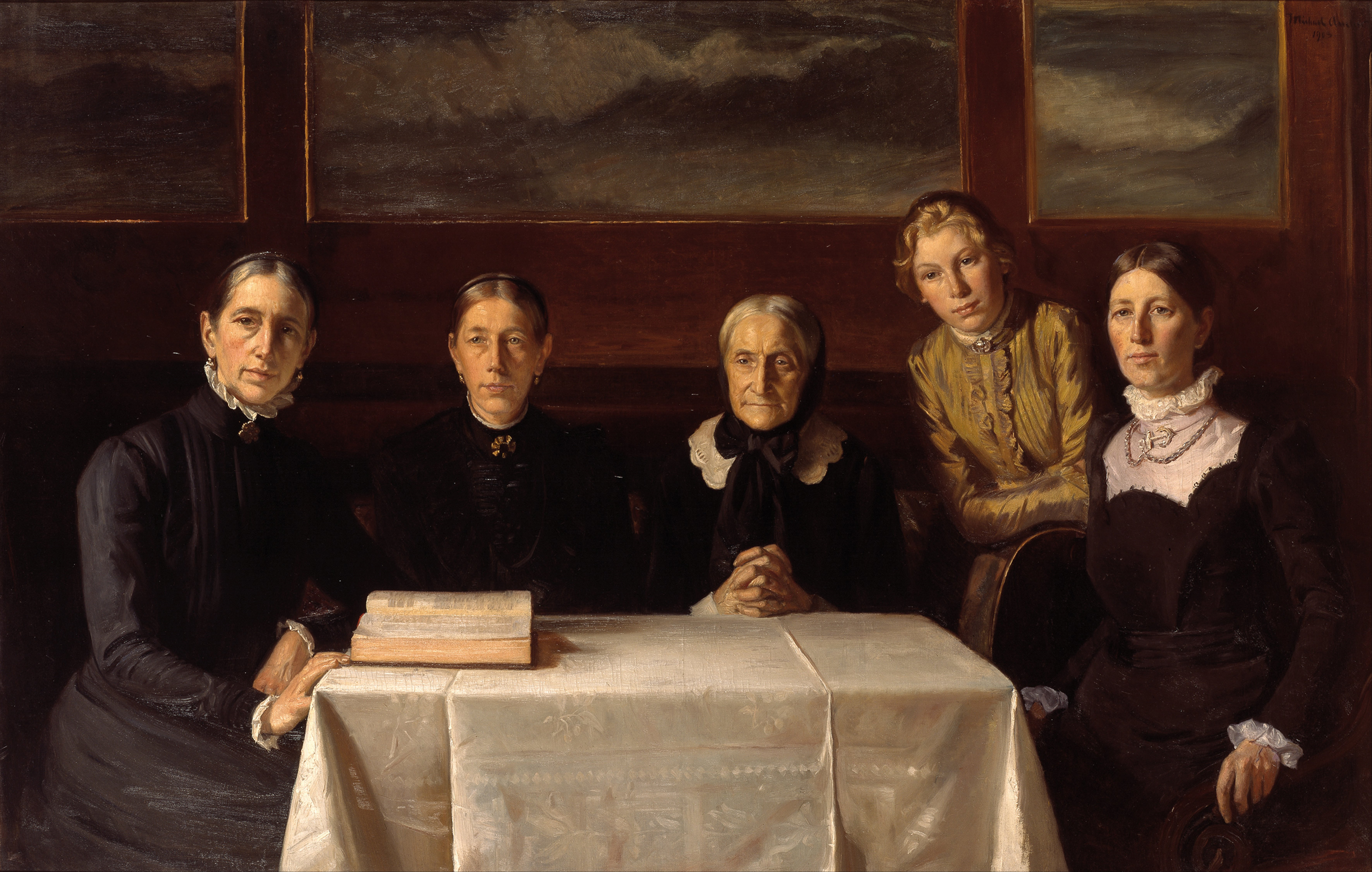
Juledag 1900, 1903
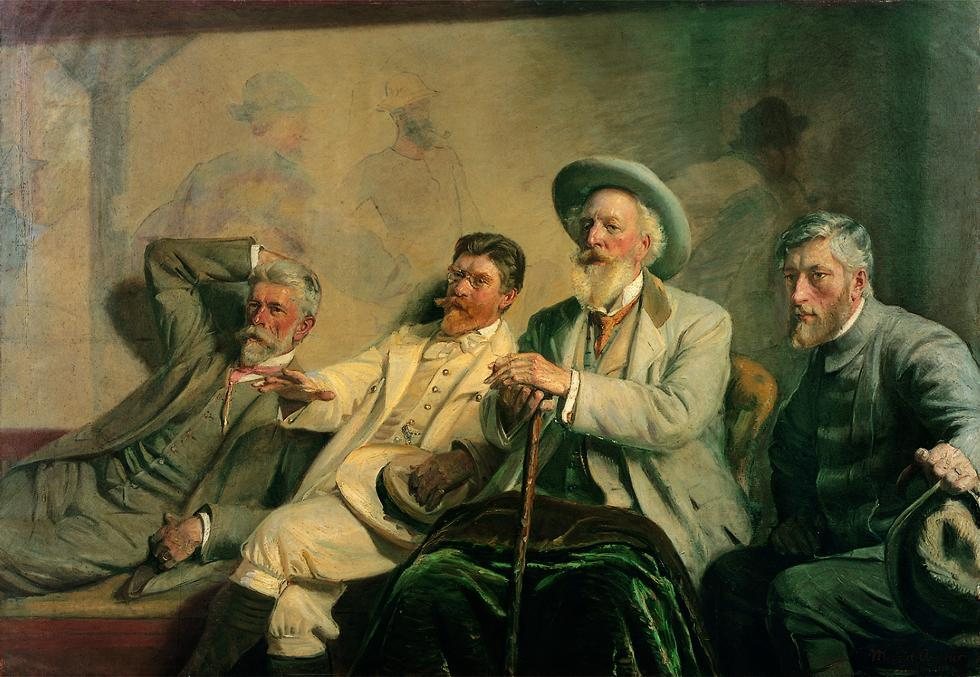
Kunstdommere, 1906, J.F. Willumsen, P.S. Krøyer, Laurits Tuxen och Holger Drachmann.